# Nożyksynagoge

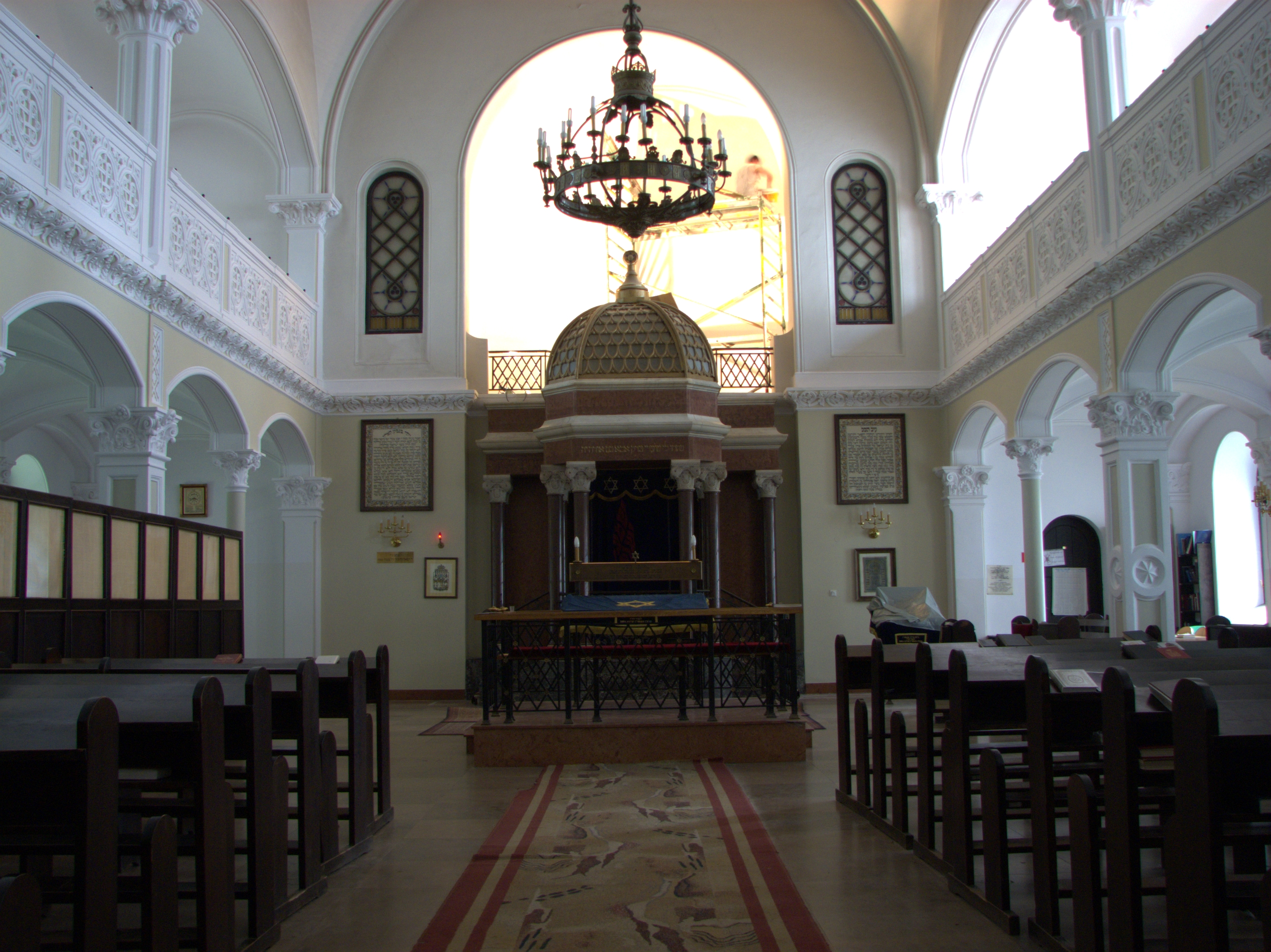
Het interieur van de Nożyksynagoge

De Nożyksynagoge (Pools: Synagoga Nożykow) is een synagoge in het centrum van de Poolse hoofdstad Warschau. Deze synagoge is de oudste nog in gebruik zijnde synagoge van Warschau. De synagoge is ontworpen door architect Karol Kozłowski en gebouwd in de neoromaanse stijl.

## Geschiedenis
Vóór de Tweede Wereldoorlog was de Joodse gemeenschap van Warschau, een van de grootste Joodse gemeenschappen in de wereld op dat moment. Er waren zo'n 400 gebedsplaatsen voor Joden. Echter waren er aan het einde van de 19e eeuw slechts twee synagogen. De overige 398 bestonden uit kapellen, die verbonden waren met scholen, ziekenhuizen of huizen van particulieren.
De eerste officiële synagoge van Warschau werd geopend in de Warschause wijk Praga in 1839, daarna volgde de Grote Synagoge van Warschau in 1878. De orthodox-joodse gemeenschap was zo groot dat er in 1898 nog een extra synagoge bij moest komen. Deze synagoge werd de Nożyksynagoge. Deze synagoge werd tussen 1898 en 1902 gebouwd door de architect Karol Kozłowski. De synagoge werd bekostigd door Zalman Nożyk en zijn vrouw Ryfka. De synagoge is ook naar dit echtpaar genoemd.
De synagoge werd officieel geopend voor het publiek op 26 mei 1902. In 1914 werd de synagoge aan de Orthodox-joodse gemeenschap van Warschau geschonken door haar stichters, in ruil voor jaarlijkse gebeden voor de zielenheil van de stichters.
In september 1939 beschadigde de synagoge tijdens een luchtaanval op Warschau. Tijdens de Tweede Wereldoorlog maakte het gebied deel waar de synagoge staat deel uit van het kleine getto. Na 1941 gebruikten de Duitsers het gebouw als stallen en een depot. Het gebouw doorstond de Tweede Wereldoorlog.
Na de Tweede Wereldoorlog werd het gebouw gedeeltelijk gerestaureerd en teruggegeven aan de Joodse gemeenschap van Warschau, maar werd nog niet volledig gereconstrueerd. De synagoge werd tussen 1977 en 1983 volledig herbouwd. De officiële heropening vond plaats op 18 april 1983. Momenteel wordt het gebouw dagelijks gebruikt als plaats van aanbidding, maar ook als plaats van waar de Joodse gemeenschap van Warschau kan samenkomen.

## Zie verder
- Grote Synagoge van Warschau
- Beit Warszawasynagoge
- POLIN
- Getto van Warschau